# Kvalifikace na Mistrovství Evropy ve fotbale 2016 – skupina B
Skupina B kvalifikace na Mistrovství Evropy ve fotbale 2016 byla jednou z 9 kvalifikačních skupin na tento šampionát. Postup na závěrečný turnaj si zajistily první dva týmy skupiny a to Belgie a Wales. Týmy ze třetích míst všech skupin byly seřazeny do žebříčku a nejlepší tým tohoto žebříčku postoupil také přímo. Zbylých osm týmů na třetích místech hrálo baráž, z této skupiny to byla Bosna a Hercegovina.

## Tabulka
| Legenda                                                                         |
| ------------------------------------------------------------------------------- |
| Vítěz skupiny a druhý v pořadí postupující přímo na šampionát                   |
| Třetí tým v pořadí hrál baráž o postup na šampionát                             |
| V křížové tabulce vpravo je domácí tým v levém sloupci, hostující v horní řadě. |
| Vítěz zápasu je zvýrazněn tučně.                                                |

| Tým                 | Z  | V | R | P  | VG | IG | +/- | B  |
| ------------------- | -- | - | - | -- | -- | -- | --- | -- |
| Belgie              | 10 | 7 | 2 | 1  | 24 | 5  | +19 | 23 |
| Wales               | 10 | 6 | 3 | 1  | 11 | 4  | +7  | 21 |
| Bosna a Hercegovina | 10 | 5 | 2 | 3  | 17 | 12 | +5  | 17 |
| Izrael              | 10 | 4 | 1 | 5  | 16 | 14 | +2  | 13 |
| Kypr                | 10 | 4 | 0 | 6  | 16 | 17 | −1  | 12 |
| Andorra             | 10 | 0 | 0 | 10 | 4  | 36 | −32 | 0  |

|                     | Belgie | Wales | Bosna a Hercegovina | Izrael | Kypr | Andorra |
| ------------------- | ------ | ----- | ------------------- | ------ | ---- | ------- |
| Belgie              | —      | 0:0   | 3:1                 | 3:1    | 5:0  | 6:0     |
| Wales               | 1:0    | —     | 0:0                 | 0:0    | 2:1  | 2:0     |
| Bosna a Hercegovina | 1:1    | 2:0   | —                   | 3:1    | 1:2  | 3:0     |
| Izrael              | 0:1    | 0:3   | 3:0                 | —      | 1:2  | 4:0     |
| Kypr                | 0:1    | 0:1   | 2:3                 | 1:2    | —    | 5:0     |
| Andorra             | 1:4    | 1:2   | 0:3                 | 1:4    | 1:3  | —       |

## Zápasy
Všechny časy zápasů jsou v SEČ nebo SELČ.
| 9. září 2014 20:45 |        |               |                                                                                      |
| Andorra            | 1 : 2  | Wales         | Estadi Nacional, Andorra la Vella diváci: 10 000 rozhodčí: Slavko Vinčić (Slovinsko) |
| Lima 6' (pen.)     | Zpráva | Bale 22', 81' | Estadi Nacional, Andorra la Vella diváci: 10 000 rozhodčí: Slavko Vinčić (Slovinsko) |

| 9. září 2014 20:45  |        |                    |                                                                            |
| Bosna a Hercegovina | 1 : 2  | Kypr               | Bilino Polje, Zenica diváci: 12 000 rozhodčí: Jevhen Aranovskij (Ukrajina) |
| Ibišević 6'         | Zpráva | Christofi 45', 73' | Bilino Polje, Zenica diváci: 12 000 rozhodčí: Jevhen Aranovskij (Ukrajina) |

| 10. října 2014 20:45                                            |        |         |                                                                                  |
| Belgie                                                          | 6 : 0  | Andorra | Stadion krále Baudouina, Brusel diváci: 40 000 rozhodčí: Serhij Bojko (Ukrajina) |
| De Bruyne 31' (pen.), 34' Chadli 37' Origi 59' Mertens 65', 68' | Zpráva |         | Stadion krále Baudouina, Brusel diváci: 40 000 rozhodčí: Serhij Bojko (Ukrajina) |

| 10. října 2014 20:45 |        |                           |                                                                       |
| Kypr                 | 1 : 2  | Izrael                    | GSP Stadion, Nikósie diváci: 19 164 rozhodčí: Daniele Orsato (Itálie) |
| Makrides 67'         | Zpráva | Damari 38' Ben Chajim 45' | GSP Stadion, Nikósie diváci: 19 164 rozhodčí: Daniele Orsato (Itálie) |

| 10. října 2014 20:45 |        |                     |                                                                                     |
| Wales                | 0 : 0  | Bosna a Hercegovina | Cardiff City Stadion, Cardiff diváci: 30 741 rozhodčí: Vladislav Bezborodov (Rusko) |
|                      | Zpráva |                     | Cardiff City Stadion, Cardiff diváci: 30 741 rozhodčí: Vladislav Bezborodov (Rusko) |

| 13. října 2014 20:45 |        |                                         |                                                                                   |
| Andorra              | 1 : 4  | Izrael                                  | Estadi Nacional, Andorra la Vella diváci: 800 rozhodčí: Cristian Balaj (Rumunsko) |
| Lima 15' (pen.)      | Zpráva | Damari 3', 41', 82' Chemed 90+6' (pen.) | Estadi Nacional, Andorra la Vella diváci: 800 rozhodčí: Cristian Balaj (Rumunsko) |

| 13. října 2014 20:45 |        |                |                                                                   |
| Bosna a Hercegovina  | 1 : 1  | Belgie         | Bilino Polje, Zenica diváci: 12 000 rozhodčí: Luca Banti (Itálie) |
| Džeko 28'            | Zpráva | Nainggolan 51' | Bilino Polje, Zenica diváci: 12 000 rozhodčí: Luca Banti (Itálie) |

| 13. října 2014 20:45          |        |           |                                                                               |
| Wales                         | 2 : 1  | Kypr      | Cardiff City Stadion, Cardiff diváci: 21 273 rozhodčí: Manuel Gräfe (Německo) |
| Cotterill 13' Robson-Kanu 23' | Zpráva | Laban 36' | Cardiff City Stadion, Cardiff diváci: 21 273 rozhodčí: Manuel Gräfe (Německo) |

| 16. listopadu 2014 18:00 |        |       |                                                                                 |
| Belgie                   | 0 : 0  | Wales | Stadion krále Baudouina, Brusel diváci: 55 000 rozhodčí: Pavel Královec (Česko) |
|                          | Zpráva |       | Stadion krále Baudouina, Brusel diváci: 55 000 rozhodčí: Pavel Královec (Česko) |

| 16. listopadu 2014 18:00                           |        |         |                                                                        |
| Kypr                                               | 5 : 0  | Andorra | GSP Stadion, Nikósie diváci: 6 078 rozhodčí: Mark Clattenburg (Anglie) |
| Merkis 9' Efrem 31', 42', 60' Christofi 87' (pen.) | Zpráva |         | GSP Stadion, Nikósie diváci: 6 078 rozhodčí: Mark Clattenburg (Anglie) |

| 16. listopadu 2014 20:45           |        |                     |                                                                                    |
| Izrael                             | 3 : 0  | Bosna a Hercegovina | Sammy Ofer Stadion, Haifa diváci: 32 000 rozhodčí: Antonio Mateu Lahoz (Španělsko) |
| Vermouth 36' Damari 45' Zahavi 70' | Zpráva |                     | Sammy Ofer Stadion, Haifa diváci: 32 000 rozhodčí: Antonio Mateu Lahoz (Španělsko) |

| 28. března 2015 18:00 |        |                            |                                                            |
| Izrael                | 0 : 3  | Wales                      | Sammy Ofer Stadion, Haifa rozhodčí: Milorad Mažić (Srbsko) |
|                       | Zpráva | Ramsey 45+1' Bale 50', 77' | Sammy Ofer Stadion, Haifa rozhodčí: Milorad Mažić (Srbsko) |

| 28. března 2015 20:45 |        |                     |                                                                                 |
| Andorra               | 0 : 3  | Bosna a Hercegovina | Estadi Nacional, Andorra la Vella diváci: 2 500 rozhodčí: István Vad (Maďarsko) |
|                       | Zpráva | Džeko 13', 49', 62' | Estadi Nacional, Andorra la Vella diváci: 2 500 rozhodčí: István Vad (Maďarsko) |

| 28. března 2015 20:45                                  |        |      |                                                                                    |
| Belgie                                                 | 5 : 0  | Kypr | Stadion krále Baudouina, Brusel diváci: 45 000 rozhodčí: Ovidiu Haţegan (Rumunsko) |
| Fellaini 21', 66' Benteke 35' Hazard 67' Batshuayi 80' | Zpráva |      | Stadion krále Baudouina, Brusel diváci: 45 000 rozhodčí: Ovidiu Haţegan (Rumunsko) |

| 31. března 2015 20:45 |        |             |                                                                             |
| Izrael                | 0 : 1  | Belgie      | Stadion Teddy, Jeruzalém diváci: 33 000 rozhodčí: Mark Clattenburg (Anglie) |
|                       | Zpráva | Fellaini 9' | Stadion Teddy, Jeruzalém diváci: 33 000 rozhodčí: Mark Clattenburg (Anglie) |

| 12. června 2015 20:45 |        |                       |                                                                                 |
| Andorra               | 1 : 3  | Kypr                  | Estadi Nacional, Andorra la Vella diváci: 1 000 rozhodčí: Tobias Welz (Německo) |
| Dossa Júnior 2' (vl.) | Zpráva | Mitidis 13', 45', 53' | Estadi Nacional, Andorra la Vella diváci: 1 000 rozhodčí: Tobias Welz (Německo) |

| 12. června 2015 20:45             |        |                |                                                                      |
| Bosna a Hercegovina               | 3 : 1  | Izrael         | Bilino Polje, Zenica diváci: 15 000 rozhodčí: Ruddy Buquet (Francie) |
| Višća 42', 75' Džeko 45+2' (pen.) | Zpráva | Ben Chajim 41' | Bilino Polje, Zenica diváci: 15 000 rozhodčí: Ruddy Buquet (Francie) |

| 12. června 2015 20:45 |        |        |                                                                              |
| Wales                 | 1 : 0  | Belgie | Cardiff City Stadion, Cardiff diváci: 33 280 rozhodčí: Felix Brych (Německo) |
| Bale 25'              | Zpráva |        | Cardiff City Stadion, Cardiff diváci: 33 280 rozhodčí: Felix Brych (Německo) |

| 3. září 2015 20:45                           |        |                     |                                                                                    |
| Belgie                                       | 3 : 1  | Bosna a Hercegovina | Stadion krále Baudouina, Brusel diváci: 42 975 rozhodčí: Jorge Sousa (Portugalsko) |
| Fellaini 23' De Bruyne 44' Hazard 78' (pen.) | Zpráva | Džeko 15'           | Stadion krále Baudouina, Brusel diváci: 42 975 rozhodčí: Jorge Sousa (Portugalsko) |

| 3. září 2015 20:45 |        |          |                                                                         |
| Kypr               | 0 : 1  | Wales    | GSP Stadion, Nikósie diváci: 14 992 rozhodčí: Szymon Marciniak (Polsko) |
|                    | Zpráva | Bale 82' | GSP Stadion, Nikósie diváci: 14 992 rozhodčí: Szymon Marciniak (Polsko) |

| 3. září 2015 20:45                               |        |         |                                                                            |
| Izrael                                           | 4 : 0  | Andorra | Sammy Ofer Stadion, Haifa diváci: 22 650 rozhodčí: Tamás Bognár (Maďarsko) |
| Zahavi 3' Biton 22' Chemed 26' (pen.) Dabour 38' | Zpráva |         | Sammy Ofer Stadion, Haifa diváci: 22 650 rozhodčí: Tamás Bognár (Maďarsko) |

| 6. září 2015 18:00 |        |        |                                                                                |
| Wales              | 0 : 0  | Izrael | Cardiff City Stadion, Cardiff diváci: 32 653 rozhodčí: Ivan Bebek (Chorvatsko) |
|                    | Zpráva |        | Cardiff City Stadion, Cardiff diváci: 32 653 rozhodčí: Ivan Bebek (Chorvatsko) |

| 6. září 2015 20:45               |        |         |                                                                    |
| Bosna a Hercegovina              | 3 : 0  | Andorra | Bilino polje, Zenica diváci: 6 830 rozhodčí: Arnold Hunter (Irsko) |
| Bičakčić 14' Džeko 30' Lulić 45' | Zpráva |         | Bilino polje, Zenica diváci: 6 830 rozhodčí: Arnold Hunter (Irsko) |

| 6. září 2015 20:45 |        |            |                                                                            |
| Kypr               | 0 : 1  | Belgie     | GSP Stadion, Nikósie diváci: 11 866 rozhodčí: Vladislav Bezborodov (Rusko) |
|                    | Zpráva | Hazard 86' | GSP Stadion, Nikósie diváci: 11 866 rozhodčí: Vladislav Bezborodov (Rusko) |

| 10. října 2015 20:45 |        |                                                             |                                                                              |
| Andorra              | 1 : 4  | Belgie                                                      | Estadi Nacional, Andorra la Vella diváci: 3 032 rozhodčí: Pawel Gil (Polsko) |
| Lima 51' (pen.)      | Zpráva | Nainggolan 19' De Bruyne 42' Hazard 56' (pen.) Depoitre 64' | Estadi Nacional, Andorra la Vella diváci: 3 032 rozhodčí: Pawel Gil (Polsko) |

| 10. října 2015 20:45   |        |       |                                                                                    |
| Bosna a Hercegovina    | 2 : 0  | Wales | Bilino polje, Zenica diváci: 10 250 rozhodčí: Alberto Undiano Mallenco (Španělsko) |
| Đurić 71' Ibišević 90' | Zpráva |       | Bilino polje, Zenica diváci: 10 250 rozhodčí: Alberto Undiano Mallenco (Španělsko) |

| 10. října 2015 20:45 |        |                                |                                                                                 |
| Izrael               | 1 : 2  | Kypr                           | Stadion Teddy, Jeruzalém diváci: 25 300 rozhodčí: Manuel De Sousa (Portugalsko) |
| Biton 76'            | Zpráva | Dossa Júnior 58' Demetriou 80' | Stadion Teddy, Jeruzalém diváci: 25 300 rozhodčí: Manuel De Sousa (Portugalsko) |

| 13. října 2015 20:45                 |        |            |                                                                                          |
| Belgie                               | 3 : 1  | Izrael     | Stadion krále Baudouina, Brusel diváci: 39 773 rozhodčí: Anastasios Sidiropoulos (Řecko) |
| Mertens 64' De Bruyne 78' Hazard 84' | Zpráva | Chemed 88' | Stadion krále Baudouina, Brusel diváci: 39 773 rozhodčí: Anastasios Sidiropoulos (Řecko) |

| 13. října 2015 20:45          |        |                               |                                                                       |
| Kypr                          | 2 : 3  | Bosna a Hercegovina           | GSP Stadion, Nikósie diváci: 17 687 rozhodčí: Anthony Taylor (Anglie) |
| Charalambides 32' Mitidis 41' | Zpráva | Medunjanin 13', 44' Đurić 67' | GSP Stadion, Nikósie diváci: 17 687 rozhodčí: Anthony Taylor (Anglie) |

| 13. října 2015 20:45 |        |         |                                                                                |
| Wales                | 2 : 0  | Andorra | Cardiff City Stadion, Cardiff diváci: 33 280 rozhodčí: Kevin Blom (Nizozemsko) |
| Ramsey 50' Bale 86'  | Zpráva |         | Cardiff City Stadion, Cardiff diváci: 33 280 rozhodčí: Kevin Blom (Nizozemsko) |

## Statistiky

### Střelci
Přehled střelců skupiny B.
7 gólů
- Edin Džeko
- Gareth Bale

5 gólů
- Kevin De Bruyne
- Eden Hazard
- Omer Damari

4 góly
- Marouane Fellaini
- Nestoras Mitidis

3 góly
- Ildefons Lima
- Dries Mertens
- Tomer Chemed
- Demetris Christofi
- Georgios Efrem

2 góly
- Radja Nainggolan
- Milan Đurić
- Vedad Ibišević
- Haris Medunjanin
- Edin Višća
- Tal Ben Chajim
- Nir Biton
- Eran Zahavi
- Aaron Ramsey

1 gól
- Michy Batshuayi
- Christian Benteke
- Nacer Chadli
- Laurent Depoitre
- Divock Origi
- Ermin Bičakčić
- Senad Lulić
- Moanes Dabour
- Gil Vermouth
- Constantinos Charalambidis
- Jason Demetriou
- Dossa Júnior
- Vincent Laban
- Constantinos Makrides
- Giorgos Merkis
- David Cotterill
- Hal Robson-Kanu

Vlastní branka
- Dossa Júnior (proti Andoře)

### Asistence
Přehled asistentů skupiny B.
6 asistencí
- Senad Lulić

4 asistence
- Eran Zahavi

3 asistence
- Toby Alderweireld
- Kevin De Bruyne
- Dries Mertens
- Miralem Pjanić
- Dimitris Christofi

2 asistence
- Axel Witsel
- Tal Ben Chajim
- George Efrem
- Constantinos Makrides
- Gareth Bale
- Ben Davies
- Aaron Ramsey

1 asistence
- Aaron Sanchez
- Steven Defour
- Eden Hazard
- Vincent Kompany
- Jordan Lukaku
- Radja Nainggolan
- Divock Origi
- Jan Vertonghen
- Milan Đurić
- Vedad Ibišević
- Mensur Mujdža
- Avdija Vršajević
- Ermin Zec
- Ervin Zukanovic
- Nir Biton
- Omer Damari
- Bibras Natkho
- Gil Vermouth
- Stathis Aloneftis
- Marios Antoniades
- Constantinos Charalambides
- Vincent Laban
- Nestor Mytidis
- Pieros Sotiriou
- Andy King
- Ashley Richards

## Absence hráčů
Následující hráči nemohli v důsledku trestu nastoupit v některém z utkání kvalifikace.
| Tým                 | Hráč               | Přestupek | Délka trestu                                                          |
| ------------------- | ------------------ | --- | --------------------------------------------------------------------- |
| Andorra             | Moisés San Nicolás | vyloučení po druhé žluté kartě proti Maďarsku (15. října 2013)                                                                           | 1 utkání proti Walesu (9. září 2014)                                  |
| Andorra             | Márcio Vieira      | nahromadění žlutých karet proti: Walesu (9. září 2014) Belgii (10. října 2014) Bosně a Hercegovině (28. března 2015)                     | 1 utkání proti Kypru (12. června 2015)                                |
| Andorra             | Jordi Rubio        | nahromadění žlutých karet proti: Izraeli (13. října 2014) Kypru (12. června 2015) Izraeli (3. září 2015)                                 | 1 utkání proti Bosně a Hercegovině (6. září 2015)                     |
| Andorra             | Josep Ayala        | nahromadění žlutých karet proti: Belgii (10. října 2014) Kypru (12. června 2015) Bosně a Hercegovině (6. září 2015)                      | 1 utkání proti Belgii 10. října 2015)                                 |
| Andorra             | Cristian Martínez  | nahromadění žlutých karet proti: Izraeli (13. října 2014) Kypru (16. listopadu 2015) Bosně a Hercegovině (6. září 2015)                  | 1 utkání proti Belgii (10. října 2015)                                |
| Andorra             | Víctor Rodríguez   | červená karta proti Bosně a Hercegovině (6. září 2015)                                                                                   | 2 utkání proti: Belgii (10. října 2015) Walesu (13. října 2015)       |
| Andorra             | Marc Rebés         | nahromadění žlutých karet proti: Kypru (12. června 2015) Bosně a Hercegovině (6. září 2015) Belgii (10. října 2015)                      | 1 utkání proti Walesu (13. října 2015)                                |
| Belgie              | Vincent Kompany    | vyloučení po druhé žluté kartě proti Izraeli (31. března 2015)                                                                           | 1 utkání proti Walesu (12. června 2015)                               |
| Bosna a Hercegovina | Toni Šunjić        | červená karta proti Izraeli (16. listopadu 2014)                                                                                         | 1 utkání proti Andoře (28. března 2015)                               |
| Bosna a Hercegovina | Muhamed Bešić      | červená karta proti Andoře (6. září 2015)                                                                                                | 2 utkání proti: Walesu (10. října 2015) Kypru (13. října 2015)        |
| Izrael              | Eitan Tibi         | vyloučení po druhé žluté kartě proti Walesu (28. března 2015)                                                                            | 1 utkání proti Belgii (31. března 2015)                               |
| Izrael              | Lior Refaelov      | nahromadění žlutých karet proti: Kypru (10. října 2014) Walesu (28. března 2015) Belgii (31. března 2015)                                | 1 utkání proti Bosně a Hercegovině (12. června 2015)                  |
| Izrael              | Sheran Yeini       | nahromadění žlutých karet proti: Bosně a Hercegovině (16. listopadu 2014) Belgii (31. března 2015) Bosně a Hercegovině (12. června 2015) | 1 utkání proti Andoře (3. září 2015)                                  |
| Izrael              | Nir Biton          | nahromadění žlutých karet proti: Bosně a Hercegovině (16. listopadu 2014) Walesu (6. září 2015) Kypru (10. října 2015)                   | 1 utkání proti Belgii (13. října 2015)                                |
| Kypr                | Vincent Laban      | nahromadění žlutých karet proti: Bosně a Hercegovině (9. září 2014) Izraeli (10. října 2014) Andoře (12. června 2015)                    | 1 utkání proti Walesu (3. září 2015)                                  |
| Wales               | Andy King          | červená karta proti Kypru (13. října 2014)                                                                                               | 2 utkání proti: Belgii (16. listopadu 2014) Izraeli (28. března 2015) |
| Wales               | Joe Allen          | nahromadění žlutých karet proti: Andoře (9. září 2014) Belgii (16. listopadu 2014) Belgii (12. června 2015)                              | 1 utkání proti Kypru (3. září 2015)                                   |